# 2,4,6-三羟基苯乙酮
2,4,6-三羟基苯乙酮（英語：或称为乙酰均苯三酚，phloroacetophenone，缩写THAP）是一种有机化合物，分子式C8H8O4，属于均苯三酚衍生物，是许多黄酮类化合物合成的前体物质。